# Фоче Алта (Пезаро и Урбино)
Фоче Алта је насеље у Италији у округу Пезаро и Урбино, региону Марке.
Према процени из 2011. у насељу је живело 10 становника. Насеље се налази на надморској висини од 461 м.